# Der verbotene Schlüssel
Der verbotene Schlüssel ist ein Horrorfilm des Regisseurs Iain Softley aus dem Jahr 2005.

## Handlung
Die 25-jährige Caroline arbeitet in New Orleans als Pflegerin in einem Hospiz, kündigt jedoch, weil sie die Bedingungen dort als unmenschlich empfindet und sich intensiver um ihre Patienten kümmern will.
Vom jungen Erbschaftsanwalt Luke wird sie überredet, eine Stelle in einem abgelegenen Haus in den Sümpfen Louisianas anzutreten. Dort lebt die herrische Violet mit ihrem gelähmten Mann Ben. Schon bald merkt Caroline, dass in dem Haus etwas nicht stimmt. Ben versucht ihr zu signalisieren, dass er Hilfe braucht.
Ein Fluchtversuch misslingt, und Caroline berichtet Luke, dass sie das Gefühl hat, Ben würde seiner Frau misstrauen.
Caroline befragt ihre Freundin Jill zum Thema schwarze Magie und diese erklärt ihr, dass Hoodoo nur wirke, wenn man daran glaubt.
Im weiteren Verlauf stellt sich Luke als Verbündeter Violets heraus: Beide entpuppen sich als die ehemaligen Dienstboten des alten Hauses, Papa Justify und Mama Cecile. Luke und Violet hatten vor 90 Jahren, als sie dabei ertappt wurden, Hoodoo-Zauber auszuüben, ihre Körper mit denen der Kinder der Familie des Hauses getauscht, woraufhin diese – im falschen Körper – von ihren eigenen Eltern gelyncht wurden. Seitdem lebten sie als das Geschwisterpaar im Haus ihrer einstigen Dienstherren, bis sie 1962 erneut ihre Körper mit dem Ehepaar Ben und Violet tauschten, die damals das Haus kaufen wollten. Und auch jetzt hat Papa Justify als Ben mittels Magie bereits den Körper mit Luke getauscht. 
Allein zu diesem Zweck wurde auch Caroline in das Haus gelockt: um als Nachfolgerin der alternden Violet, also Mama Cecile, zu dienen. Der Geist-Transfer gelingt durch ein Hoodoo-Ritual, und die hilflose Caroline wird, nun im Körper der nach einem Kampf gelähmten Violet gefangen, von einem Krankenwagen abtransportiert.

## Kritik
- FILMSTARTS.de: Es gibt Filme, die werden von ihren eigens erschaffenen Geistern heimgesucht. So auch der Mystery-Thriller „Der verbotene Schlüssel“. Hoodoo ist nicht zu verwechseln mit Voodoo und deshalb Zauberei ohne Püppchen und Nadeln. Laut Wörterbuch bedeutet es unter anderem „etwas, das Pech bringt“. Der Regisseur Iain Softley hätte beim Versuch, die bösen Mächte zu beschwören, lieber gleich einen Exorzisten mit bestellen sollen, denn die sumpfige Gothic-Atmosphäre und der dunkle Hoodoo-Zauber können das holzige Drehbuch nicht retten. Vielleicht ein weiterer Fall von „die Geister, die ich rief“?[2]

- film-dienst 17/2005: Vor dem Hintergrund des Hoodoo-Kults entwickelt sich eine mit den Versatzstücken des Horrorgenres versetzte Seelenwanderungsgeschichte, deren dramaturgische Unausgegorenheit kaum Spannung aufkommen lässt. In der Hauptrolle fehlbesetzt, entschädigt der Film durch gute Nebendarsteller, die präzise Regie und die atmosphärisch dichte Fotografie.

## Veröffentlichung
Nach seinem Kinostart am 12. August 2005 konnte der Film bei einem Produktionsbudget von 43 Mio. US-Dollar weltweit über 91 Mio. US-Dollar wieder einspielen. In Deutschland wurde der Film nach seinem Start am 18. August 2005 von 783.304 Kinobesuchern gesehen.

## Auszeichnungen
- Academy of Science Fiction, Fantasy & Horror Films, 2006
  - Nominiert für den Saturn Award 	als bester Horrorfilm
  - Nominiert für den Saturn Award 	als beste Nebendarstellerin: Gena Rowlands
- Empire Awards, 2006
  - Nominiert für den Empire Award als bester Horrorfilm
- Fangoria Chainsaw Awards 2006
  - Nominiert für den Chainsaw Award als beste Nebendarstellerin: Gena Rowlands
- International Film Music Critics Award (IFMCA) 2005
  - Nominiert für die beste Filmmusik (Horror/Thriller Film): Ed Shearmur